# Ambrosino da Tormoli
 (juillet 2025).
Ambrosino da Tormoli  ou Ambrogino da Soncino ou Fra Ambrosino da Tormoli (Soncino, province de Crémone, 1437 – Bologne, 1517) est un peintre italien spécialisé dans la peinture sur verre.

## Biographie
Après avoir travaillé auprès du monastère de San Domenico, Ambrosino se rendit à Bologne en 1458, où dans un premier temps il a été l'élève et ensuite l'assistant de Fra Jacques d'Ulm, un éminent maître dans l'art du vitrail (vetrate).
Leur collaboration a duré trente trois ans. Après la mort du maître, Ambrosino a écrit La vie du Beato Giacomo da Ulma publié à Bologne en 1501.
Parmi les travaux les plus remarquables d'Ambrosino, il faut noter une Annonciation, en l'église san Giacomo à Soncino, divers vitraux au couvent de san Maria delle Grazie à Milan et auprès de l'église dominicaine des Santi Giovanni et Paolo, Venise.
Sa participation aux travaux du Dôme de Milan reste incertaine car l'on n'a pas la certitude qu'Ambrosino soit la même personne que  le « Maestro Ambrogio de' vetri », cité par Leonard de Vinci, dans son Codex Atlanticus.